# Jarosław, tỉnh Zachodniopomorskie
Jarosław [jaˈrɔswaf] (tiếng Đức: Marienau) là một khu định cư ở khu hành chính của Gmina Złocieniec, thuộc quận Drawsko, West Pomeranian Voivodeship, ở phía tây bắc Ba Lan. Nó nằm khoảng 5 kilômét (3 mi) phía tây nam Złocieniec, 13 km (8 mi) về phía đông của Drawsko Pomorskie và 93 km (58 mi) về phía đông của thủ đô khu vực Szczecin.
Trước năm 1945, khu vực này là một phần của Đức. Đối với lịch sử của khu vực, xem Lịch sử của Pomerania.
Khu định cư có dân số 2.007.